# Oedaleus abruptus
Oedaleus abruptus is een rechtvleugelig insect uit de familie van de veldsprinkhanen (Acrididae). De wetenschappelijke naam werd gepubliceerd in 1815 door Thunberg.